# 유벤투스 FC
유벤투스 풋볼 클래브(이탈리아어: Juventus Football Club S.p.A.)는 이탈리아 피에몬테주 토리노가 연고지인 축구 클럽이다. 유벤투스는 라틴어로 젊음이라는 의미이며, 줄여서 유베(이탈리아어: Juve)라고 한다. 이탈리아에서 3번째로 오래된 축구 클럽이며, 2006–07 시즌을 제외하고 줄곧 1부 리그인 세리에 A에 있었다.
연고지인 토리노에서는 토리노 FC와 경쟁관계에 있다. 그리고 이 두 클럽 간의 경기를 토리노 더비라고 부른다.
1990년대 후반 3연속 챔피언스리그 결승 진출(1995-96 우승, 1996-97, 1997-98 준우승)을 비롯하여 꾸준하게 유럽 클럽 대항전에서 활약하여, IFFHS(International Federation of Football History & Statistics, FIFA 산하 통계 전문 기관)에서 선정한 20세기 축구 클럽 순위에서 1위인 레알 마드리드에 뒤이어 2위에 위치하면서 다시 한 번 세계 최정상의 클럽들 중 하나임을 공인받았다.
이탈리아 클럽랭킹 1위, 세리에 A 최다 우승(36회) 등의 기록을 보유하고 있다.

## 역사

### 초기

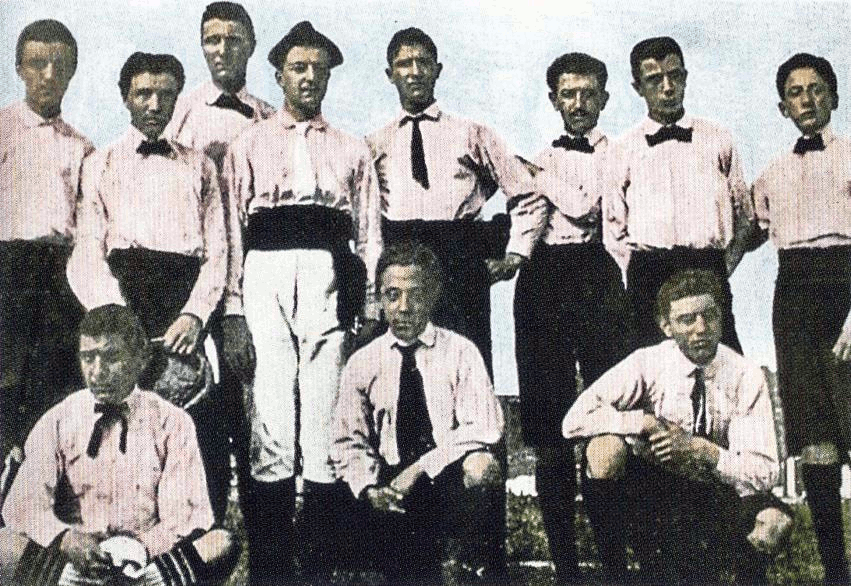
1898년 유벤투스의 가장 오래된 사진

유벤투스는 토리노에 있는 마시모 다젤리오 라이시엄 학교의 학생들이 1897년 말에 SC 유벤투스(Sport Club Juventus)라는 이름으로 창단하였지만, 2년 뒤에 유벤투스 FC(Juventus Football Club)로 개명하였다. 축구단은 1900년에 이탈리아 축구 선수권 대회에 참가하였다. 이기간 동안에 팀은 분홍색과 검은색 유니폼을 입었다. 유벤투스는 벨로드로모 움베르토 1세 경기장에서도 뛰던 1905년에 처음으로 축구 선수권 대회를 우승하였다. 이때부터 팀의 상징색은 잉글랜드에 있는 노츠카운티에 영감을 받아서, 검은색과 하얀색 줄무늬로 바꿨다.
일부 운영진들이 토리노 밖으로 구장을 옮길 것을 고려하자, 1906년에 클럽이 분열되었다. 알프레도 딕 회장은 이 사태에 안타까워하였고 일부 핵심 선수들과 함께 클럽을 떠나 데르비 델라 몰레를 낳게한 FBC 토리노를 세웠다. 유벤투스는 팀 분열 이후에 이 기간 많은 시간들을 팀을 서서히 회복하는데 보내며, 1차 세계 대전에도 살아남았다.

### 리그 지배
피아트의 소유주 에도아르도 아녤리가 1923년에 클럽의 소유권을 획득하였고, 새 경기장을 지었다. 이 인수는 1925–26 시즌에 안토니오 보야크의 놀라운 골들과 알바 로마를 합계 12-1로 이기면서, 팀의 두 번째 스쿠데토를 차지하는데 큰 도움을 줬다. 유벤투스는 1930년대 이후부터 이탈리아 축구계내에서 강력한 영향력을 확립하였으며, 국내에서는 처음으로 프로 축구단이 되었고 서포터들을 기반으로 분권화시켰으며, 이를 통하여 카를로 카르카노 감독과 1934년 FIFA 월드컵 시절 팀을 이끌던 비토리오 포초 시대의 이탈리아 축구 국가대표팀의 핵심 선수와 5연속 스쿠데토를 이뤄냈다. 당시에 팀에는 라이문도 오르시, 루이지 베르톨리니, 조반니 페라리, 루이스 몬티 같은 스타 플레이어들이 있었다.

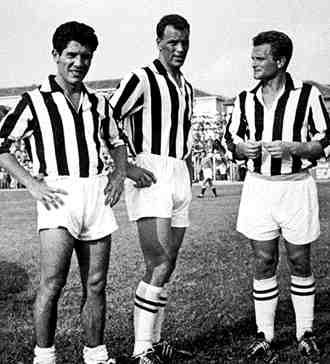
시보리, 찰스 그리고 보니페르티

유벤투스는 스타디오 코무날레로 이전하였지만, 1930년대의 리그 휴식과 1940년대에 리그 지배권을 되찾지는 못하였다. 제2차 세계대전이 끝나고, 잔니 아녤리가 명예회장으로 임명되었다. 클럽은 1949–50, 1951-52 시즌 두 차례 우승을 하였으며, 그중 후자는 잉글랜드 출신의 감독 제시 카버의 지휘하에 이룬 것이였다. 웨일즈 출신 존 찰스, 이탈리아계 아르헨티나 출신 선수 오마르 시보리등 두 공격수가 1957-58 시즌에 영입이 되어, 오랫동안 잠피에로 보니페르티와 함께 뛰었다. 그 시즌에 유벤투스는 리그 우승 10회를 달성하여 그들의 유니폼에 황금 별을 달았다. 같은 시즌에 오마르 시보리는 클럽 역사상 첫 발롱도르 수상자가 되었다. 다음 시즌에 유벤투스는 피오렌티나의 리그 첫 우승을 좌절시킴과 동시에 세리에 A와 코파 이탈리아를 우승하며 더블을 이룩하였다. 보니베르티가 1961년에 은퇴하였으며, 그가 이룩한 유벤투스 역사상 최다 득점 기록인 182골은 이후 델 피에로가 경신하기 전까지 45년간 깨지지 않았다.
10년의 남은 기간 동안, 유벤투스는 1966-67 시즌 단 한번 우승을 하는데 그쳤다. 그럼에도, 1970년대에 이탈리아 축구내에서 강자의 입지를 더욱 굳건히 하였다. 전 유벤투스의 선수 체스트미르 비츠팔레크 지휘하에 로베르토 베테가, 프란코 카우시오, 호세 알타피니 등의 선수들과 함께 1966-67, 1972-73 시즌에 스쿠데토를 차지했다. 10년의 남은 기간 동안, 수비수 가에타노 시레아 눈부신 활약덕에 두 차례 리그 우승을 더 하였다. 이후의 우승은 1980년대 초의 클럽의 리그 지배를 하게 기여하고 1978년 FIFA 월드컵과 1982년 FIFA 월드컵 기간이 포함된 엔초 베아르초트의 시대의 이탈리아 축구 국가대표팀의 뼈대를 이룬 조반니 트라파토니 지휘하에 이뤘다.

### 유럽 대항전
트라파토니 시대는 1980년대에 엄청난 성공을 거뒀고, 1984년을 시작으로 80년대에 세 차례 리그 우승 타이틀을 거머줬다. 이로 인해 유벤투스는 통산 리그 우승 20회를 거뒀고 유니폼에 두 번째 별을 달었으며, 이는 이탈리아 축구 클럽 중 최초였다. 이 시기에 유벤투스 선수들은 상당한 주목을 많이 받았는데, 이중에는 이탈리아의 1982년 FIFA 월드컵 우승을 이끌고 득점왕과 골든볼은 물론 그해 발롱도르까지 수상한 파올로 로시가 특히 그랬다.
프랑스인 미셸 플라티니 역시도 1983년과 1984년, 1985년 연달아 3년 연속 올해의 유럽 선수상을 수상하며 기록을 세웠다 유벤투스는 팀 선수단중 4년 연속 올해의 유럽 선수상을 수상한 선수를 보유한 유일한 축구팀이다. 플라티니가 1985년 유러피언컵 결승전에서 리버풀을 상대로 결승골을 넣었는데, 이 골로 유럽 축구를 바꿔놓은 비극적인 사건인 헤이젤 참사가 일어나고 말았다. 그 해 유벤투스는 UEFA 주관의 3개의 대회를 모두 우승한 첫 클럽이 되었고, 그후 인터콘티넨털컵을 우승해내며, 현재까지도 참가 가능한 모든 대륙별 대회와 세계 타이틀을 모두 우승해낸 전세계에 유일한 축구팀이 되었다.
이탈리아 챔피언에 오른 1985-86을 제외하고는 그 이후 80년대에 들어서 유벤투스는 성공적이지 못한 세월을 보냈다. 그 시기에는 디에고 마라도나의 나폴리와 밀란 그리고 인테르나치오날레, 두 밀라노 클럽과 경쟁을 했어야 했다. 1990년, 유벤투스는 1990년 FIFA 월드컵을 위해 지어졌던 스타디오 델레 알피로 홈 경기장을 옮겼다.

### 리피 시대의 성공

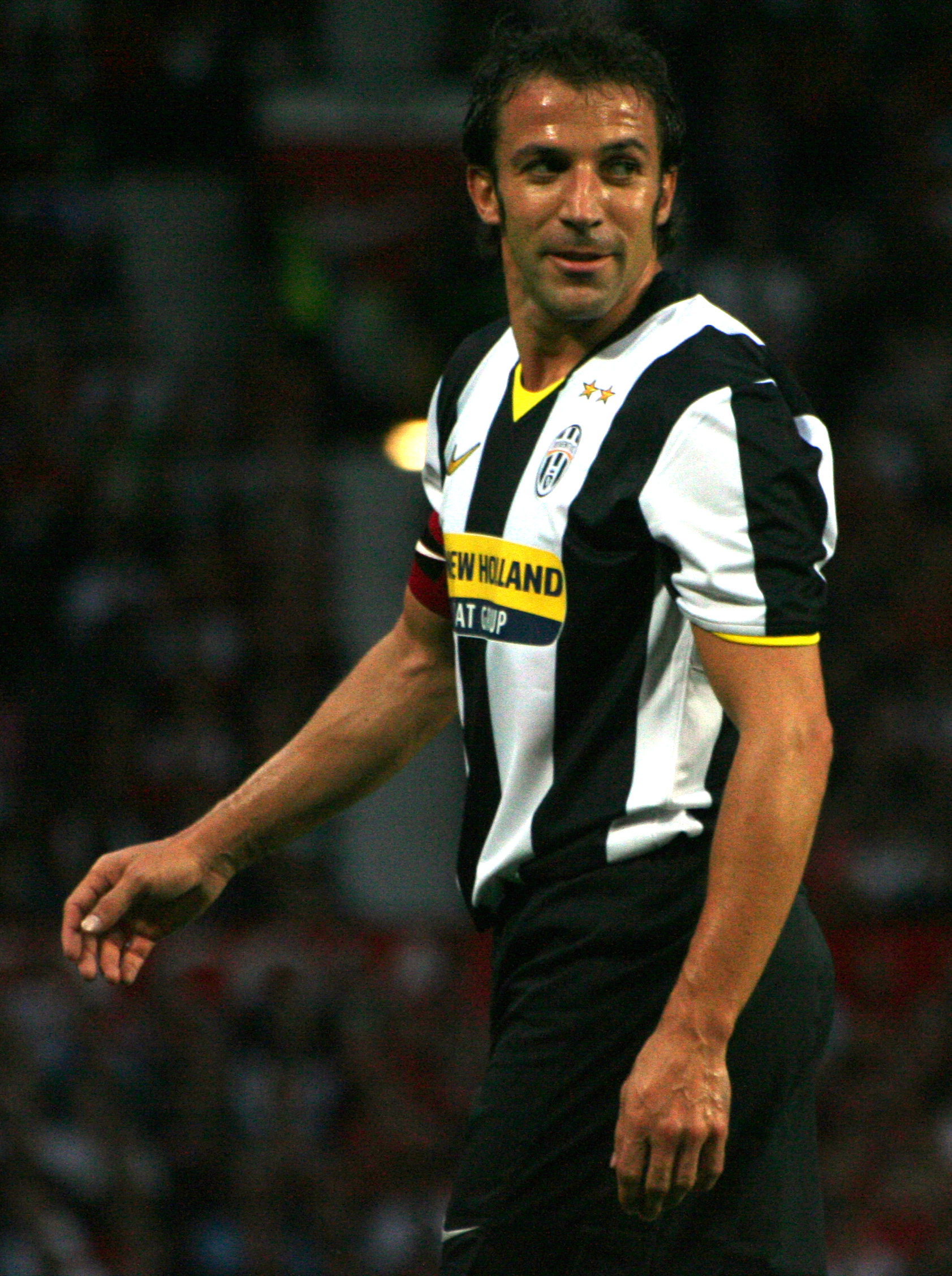
유벤투스 역사상 최다 득점자이자 출전 기록을 지닌 알레산드로 델 피에로 (2007-08)

1994-95 시즌 시작을 하면서, 마르첼로 리피가 유벤투스의 감독으로 부임하였다. 그의 첫 시즌에 1980년대 중반 이후로 우승이 없던 세리에 A 우승 타이틀을 가져왔다. 이 당시의 선수들로는 치로 페라라, 로베르토 바조, 잔루카 비알리, 어린 시절의 알레산드로 델 피에로가 있었다. 리피는 다음 시즌에 챔피언스리그 결승전에서 파브리치오 라바넬리의 골로 1-1 무승부 끝에 승부차기 끝에 아약스를 꺾고 우승컵을 들었다.
유벤투스의 유러피언컵 우승을 한 후 얼마 지나지 않아, 지네딘 지단, 필리포 인차기, 엣하르 다비츠 같은 높은 평가를 받는 선수들을 영입하였다. 유벤투스는 1996-97 시즌과 1997-98 시즌 연속 우승과 더불어 1996년 UEFA 슈퍼컵, 1996년 인터콘티넨털컵을 우승하였다. 유벤투스는 이시기에 1997년, 1998년에 결승전에 올랐지만, 각각 보루시아 도르트문트, 레알 마드리드에게 패배했다.
리피 없이 한 시즌을 보내고 그가 복귀한 뒤, 잔루이지 부폰과 다비드 트레제게, 파벨 네드베드, 릴리앙 튀랑 같은 스타 선수들을 영입하였고, 2001-02, 2002-03 시즌에 리그 우승을 이뤘다. 유벤투스는 또한 이탈리아 팀이 모두 챔피언스리그 결승전에 오른 2003년에 결승전에 진출했지만, 0-0 무승부를 거치고 승부차기 끝에 밀란에게 패배했다. 그 다음해 유벤투스 역사상 가장 많은 우승컵을 가져다준 감독 중 한 명인 리피는 이탈리아 축구 국가대표팀의 감독으로 선임되었다.

### 칼치오폴리 스캔들 및 세리에 B 강등 (2006)
파비오 카펠로가 2004년에 감독으로 선임되었고, 2번의 세리에 A 우승을 안겨줬다. 하지만 2006년 4월에 유벤투스는 칼초폴리에 연루된 5개의 클럽중 하나가 되었고, 그 결과로 클럽 역사상 처음으로 세리에 B로 강등되었다. 카펠로 감독 시절에 이룬 2번의 세리에 A 우승(2004-05, 2005-06)도 무효 처리되었다.
세리에 B로 강등되자, 릴리앙 튀랑, 즐라탄 이브라히모비치, 파비오 칸나바로가 포함된 많은 핵심 선수들이 팀을 떠났다. 하지만 부폰과 델 피에로, 네드베드 같은 거물 선수들은 팀에 잔류하여, 세바스티안 조빈코와 클라우디오 마르키시오 같은 프리마베라 출신의 1군으로 올라온 젊은 선수들과 함께 세리에 A 승격을 도왔다. 알레산드로 델 피에로가 21골을 넣어 득점왕에 오르며, 한 시즌 만에 다시 세리에 A로 복귀하였다.

### 세리에 A 복귀 (2007-08)
2007-08 시즌 세리에 A로 복귀한 후, 유벤투스는 클라우디오 라니에리를 감독으로 선임하였다. 그들은 복귀 후 첫 시즌만에 상위권인 리그 3위로 시즌을 마쳤고, 챔피언스리그 3차 예선전 출전권이 주어졌다. 유벤투스는 조별예선전에 진출하여, 같은 조에 있던 레알 마드리드를 홈, 원정에서 모두 이기고, 16강에 진출했지만 첼시에게 탈락하였다. 라니에리는 성적 부진으로 경질됐고 남은 2008-09 시즌 종료를 두 경기를 앞두고 치로 페라라가 임시 감독으로 선임되었다. 그후 그는 2009-10 시즌 정식 감독이 되었다.
하지만 페라라의 유벤투스 감독 부임 기간에 챔피언스리그와 코파 이탈리아에서 탈락하며 실패했음이 증명되었고, 2010년 1월 말에 리그에서 6위에 그치자, 페라라를 경질시키고 임시 감독으로 알베르토 차케로니를 부임시켰다. 차케리니는 7위로 마감하며 상황을 회복하는데 도움을 주지 못 했다. 세리에 A 2010-11 시즌에는 안드레아 아녤리가 장클로드 블랑을 대신하여 유벤투스의 회장으로 부임하였다. 아녤리의 첫 행동은 차케로니와 스포츠 단장이였던 알레시오 세코를 삼프도리아의 감독 루이지 델네리와 단장 주세페 마로타로 교체한 것이였다. 하지만 델네리 역시도 상황을 역전시키는데는 실패했고 경질됐다. 시에나의 승격으로 이루고 유벤투스 출신 선수이자 팬들이 선호했던 신임 감독인 안토니오 콘테가 델네리의 후임으로 임명되었다. 2011년 9월, 유베는 유벤투스 스타디움(현 알리안츠 스타디움으로 홈 경기장을 옮겼다.

### 무패 우승 (2011-12)
콘테가 감독으로 부임한 유벤투스는 세리에 A 2011-12 시즌 전체를 무패 성적을 거뒀다. 시즌 후반기에 들어서면서, 유벤투스는 북부의 라이벌인 밀란과 1위를 두고 살떨린 우승 경쟁을 펼쳤었다. 유벤투스는 37번째 경기에서 칼리아리를 2-0으로 꺾고, 밀란이 인테르나치오날레에게 0-2 패배를 하면서 리그 우승을 확정지었다. 다른 주목할만한 업적으로는 해당 시즌 세리에 A 최다 점수차 원정 승리(피오렌티나 5:0)와 그 해에 유럽 6대 리그에서 두 번째로 적은 최소 실점 기록등이 있다.

### 리그 3연패 (2013-14)
세리에 A 2013-14 시즌에 유벤투스는 세리에 A 역대 최다 승점 기록인 102점을 쌓으며, 3연속 스쿠데토를 가져갔다. 이 우승으로 인해 유벤투스는 이탈리아 최초로 세리에 A 30회 우승을 달성하였다. 그들은 또한 UEFA 유로파리그 2013-14에 준결승까지 진출했지만, 10명으로 이뤄진 벤피카의 카테나치오에 탈락하면서, 그들의 홈 경기장인 유벤투스 스타디움에서 열린 결승전 진출권을 놓치고 말았다.

### 리그 4연패와 더블 (2014-15)
2014-15 시즌에는 안토니오 콘테 감독이 나가고, 마시밀리아노 알레그리를 감독으로 선출했다. 그렇지만, 마시밀리아노 알레그리 감독에 대해서는 부정적인 시선이 많았다. 그러나 마시밀리아노 알레그리는 이러한 예상을 깨고, 마르키시오, 아르투로 비달, 폴 포그바, 피를로를 잘 조화롭게 움직여서 세리에 A 4연패를 달성했으며, 코파 이탈리아까지 우승하며 더블을 달성한다. 그러나 UEFA 챔피언스리그 2014-15에서도 결승까지는 진출했지만, 결승전에서 FC 바르셀로나에게 3-1로 패하여 준우승에 그침으로써 트레블 달성은 실패했다.

### 리그 5연패와 2년 연속 더블 (2015-16)
그러나 유벤투스는 2014-15 시즌을 마치고, 카를로스 테베스, 안드레아 피를로, 아르투로 비달 등의 핵심 멤버들이 팀을 떠났다. 그로 인해, 유벤투스는 사미 케디라, 마리오 만주키치, 후안 콰드라도(당시 임대), 파울로 디발라 등을 영입해 그들의 공백을 메우려고 애를 썼지만, 대부분 기대 이하의 모습을 보였다. 거기다 새로 영입한 사미 케디라와 지난 시즌 유벤투스의 중원의 핵심적인 역할을 하던 마르키시오가 부상으로 쓰러지고, 선수들의 노쇠화와 지난 시즌 에이스 역할을 했던 폴 포그바마저 극심한 부진에 빠지니, 유벤투스는 한때 14위까지 떨어지는 부진을 겪었다. 그러나 유벤투스는 UEFA 챔피언스리그에서 당시 잉글랜드 프리미어리그 선두권으로 달리던 맨체스터 시티를 상대로 더블을 달성하는 등 어느 정도 회복세를 보였고, 마르키시오등 부상으로 이탈했던 선수들이 돌아오면서 리그에서 연승을 내달렸다. 이윽고 SSC 나폴리와 치른 25라운드 경기에서 시모네 차차의 결승골로 승리하면서, 1위 탈환과 함께 리그 15연승을 달성했다. 그리고 35라운드에서 SSC 나폴리가 AS 로마에 패함에 따라 세리에 A 5연패와 통산 32번째 스쿠데토 획득을 확정지었다. 코파 이탈리아 AC 밀란과의 결승전에서 연장 전반 알바로 모라타의 결승골로 우승함으로써 2년 연속 더블을 달성했다. 이는 이탈리아 클럽 중에서는 최초의 기록이다.

## 유니폼
유벤투스는 2003년 이래로 검은색과 하얀색스 스트라이프 줄무늬가 있는 상의와 하얀색 하의, 가끔식은 검은색 하의를 입고 경기를 뛰었다. 본래 유벤투스는 검은색 타이가 있는 분홍색 상의를 입었는데, 이는 오직 잘못 배달된 유니폼을 받았기 때문이었다. 선수 아버지 중 한 명이 초창기의 유니폼을 제작했으나, 계속된 세탁으로 유니폼 색깔이 빠지게 되어, 2003년에 기존의 유니폼을 대체할 새로운 것을 찾게 되었다.
유벤투스는 팀 선수 중 한 명인 잉글랜드 출신인 존 새비지에게 잉글랜드에서 더 나은 색깔의 새로운 유니폼을 공급해줄 연락책이 있는지 물어봤었다. 그는 노팅엄에 더비 카운티의 서포터 친구가 살고 있었는데, 그가 토리노로 노츠 카운티의 유니폼 색깔과 같은 검은색 하얀색 스트라이프 줄무늬가 있는 유니폼을 보냈다. 유베는 유니폼 디자인이 공격적이고 강하다고 생각해 그 후로 계속 입었다.

## 선수단

### 최근 명단
2025년 6월 2일 기준
참고: FIFA 자격 규정에 따라 소속된 국가대표팀 국기를 표시합니다. 선수는 복수의 FIFA 비회원국 국적을 가지고 있을 수 있습니다.
| 번호 | 포지션 | 국적     | 이름                 |
| ---- | ------ | -------- | -------------------- |
| -    | GK     |          | 미켈레 디 그레고리오 |
| -    | GK     |          | 마티아 페린          |
| -    | GK     |          | 카를로 핀솔리오      |
| -    | DF     |          | 브레메르             |
| -    | DF     | 콜롬비아 | 후안 카발            |
| -    | DF     |          | 안드레아 캄비아소    |
| -    | DF     |          | 페데리코 가티        |
| -    | DF     |          | 피에르 칼룰루        |
| -    | DF     |          | 요나스 루히          |
| -    | DF     |          | 니콜로 사보나        |

| 번호 | 포지션 | 국적       | 이름                |
| ---- | ------ | ---------- | ------------------- |
| -    | MF     | 몬테네그로 | 바실리예 아지치     |
| -    | MF     |            | 퇸 코프메이너르스   |
| -    | MF     |            | 마누엘 로카텔리     |
| -    | MF     |            | 웨스턴 매케니       |
| -    | MF     |            | 케프렌 튀람         |
| -    | FW     |            | 티머시 웨아         |
| -    | MF     |            | 도글라스 루이스     |
| -    | FW     |            | 니콜라스 곤살레스   |
| -    | FW     |            | 사무엘 음방굴라     |
| -    | FW     |            | 아르카디우시 밀리크 |
| -    | FW     | 세르비아   | 두샨 블라호비치     |
| -    | FW     | 튀르키예   | 케난 일디즈         |

### 임대 선수 명단
참고: FIFA 자격 규정에 따라 소속된 국가대표팀 국기를 표시합니다. 선수는 복수의 FIFA 비회원국 국적을 가지고 있을 수 있습니다.
| 번호 | 포지션 | 국적                  | 이름                                  |
| ---- | ------ | --------------------- | ------------------------------------- |
| —    | GK     |                       | 조반니 가로파니 (모노폴리로 임대)     |
| —    | GK     |                       | 스테파노 고리 (스페치아로 임대)       |
| —    | GK     |                       | 마테오 푸스칼도 (엠폴리로 임대)       |
| —    | DF     |                       | 마티아 데 실리오 (엠폴리로 임대)      |
| —    | DF     | 포르투갈              | 티아구 잘로 (포르투로 임대)           |
| —    | DF     | 우루과이              | 파쿤도 곤살레스 (페예노르트로 임대)   |
| —    | DF     | 보스니아 헤르체고비나 | 타리크 무하레모비치 (사수올로로 임대) |
| —    | DF     |                       | 장클로드 은텐다 (SPAL로 임대)         |
| —    | DF     |                       | 루카 펠레그리니 (라치오로 임대)       |
| —    | DF     |                       | 다니엘레 루가니 (아약스로 임대)       |
| —    | DF     |                       | 리카르도 투리키아 (카탄차로로 임대)   |
| —    | MF     | 세르비아              | 필리프 코스티치 (페네르바흐체로 임대) |

| 번호 | 포지션 | 국적       | 이름                                     |
| ---- | ------ | ---------- | ---------------------------------------- |
| —    | MF     |            | 파비오 미레티 (제노아로 임대)            |
| —    | MF     |            | 한스 니콜루시 카빌리아 (베네치아로 임대) |
| —    | MF     |            | 요세프 농게 (트루아로 임대)              |
| —    | MF     |            | 니콜로 로벨라 (라치오로 임대)            |
| —    | MF     |            | 알레산드로 세르산티 (레자나로 임대)      |
| —    | FW     |            | 니콜라 세쿨로프 (삼프도리아로 임대)      |
| —    | FW     |            | 레오나르도 체리 (카라레세로 임대)        |
| —    | FW     |            | 마티아 콤파뇽 (카탄차로로 임대)          |
| —    | FW     | 우크라이나 | 안드리 피르만 (시옹으로 임대)            |
| —    | FW     |            | 에마누엘레 페코리노 (프로시노네로 임대)  |
| —    | FW     |            | 후안 이그나시오 콰트로키 (카베세로 임대) |

## 역대 감독
| 감독                | 임기        |
| ------------------- | ----------- |
| 윌리엄 에이켄       | 1928 ~ 1930 |
| 레나토 체사리니     | 1946 ~ 1948 |
| 디노 초프           | 1988 ~ 1990 |
| 마르첼로 리피       | 1994 ~ 1999 |
| 마르첼로 리피       | 2001 ~ 2004 |
| 파비오 카펠로       | 2004 ~ 2006 |
| 디디에 데샹         | 2006 ~ 2007 |
| 알베르토 자케로니   | 2010        |
| 파올로 몬테로(대행) | 2024        |

## 코칭 스태프
| 코칭팀                        | 코칭팀              |
| ----------------------------- | ------------------- |
| 감독                          | 이고르 투도르       |
| 수석 코치                     | 이반 야보르치치     |
| 경기 준비 수석 코치           | 시모네 폴레티       |
| 경기 준비 협력 코치           | 안드레아 페르투시오 |
| 체력 및 스포츠 과학 수석 코치 | 두초 페라리 브라보  |
| 스포츠 과학 코치              | 안토니오 구알티에리 |
| Head of Medical               | 루카 스테파니니     |
| 골키퍼 코치                   | 토미슬라프 로지치   |
| 골키퍼 코치                   | 톰마소 오르시니     |
| 경기 분석 수석                | 리카르도 시레아     |

## 우승 기록

### 국내 대회
세리에 A : 36회
| - 1905 - 1925-26 - 1930-31 - 1931-32 - 1932-33 - 1933-34 - 1934-35 - 1949-50 - 1951-52 - 1957-58 | - 1959-60 - 1960-61 - 1966-67 - 1971-72 - 1972-73 - 1974-75 - 1976-77 - 1977-78 - 1980-81 - 1981-82 | - 1983-84 - 1985-86 - 1994-95 - 1996-97 - 1997-98 - 2001-02 - 2002-03 - 2011-12 - 2012-13 - 2013-14 | - 2014-15 - 2015-16 - 2016-17 - 2017-18 - 2018-19 - 2019-20 |

세리에 B : 1회
| - 2006-07 |

코파 이탈리아 : 14회
| - 1937-38 | - 1941-42 | - 1958-59 | - 1959-60 | - 1964-65 | - 1978-79 | - 1982-83 | - 1989-90 | - 1994-95 | - 2014-15 | - 2015-16 | - 2016-17 | - 2017-18 | - 2020-21 |

수페르코파 이탈리아나 : 9회
| - 1995 | - 1997 | - 2002 | - 2003 | - 2012 | - 2013 | - 2015 | - 2019 | - 2020 |

### 유럽 대회
UEFA 챔피언스리그 : 2회
| - 1984-85 | - 1995-96 |

UEFA 유로파리그 : 3회
| - 1976-77 | - 1989-90 | - 1992-93 |

UEFA 슈퍼컵 : 2회
| - 1984 | - 1996 |

UEFA 컵위너스컵 : 1회
| - 1983-84 |

UEFA 인터토토컵 : 1회
| - 1999 |

### 국제 대회
인터콘티넨털컵 : 2회
| - 1985 | - 1996 |

## 클럽 통산 기록

### 출장
| 순위 | 이름                 | 출장 | 기간                  |
| ---- | -------------------- | ---- | --------------------- |
| 1    | 알레산드로 델 피에로 | 705  | 1993~2012             |
| 2    | 잔루이지 부폰（＃）  | 621  | 2001~2018 / 2019~2021 |
| 3    | 조르지오 키엘리니    | 561  | 2005~2022             |
| 4    | 가에타노 시레아      | 552  | 1974~1988             |
| 5    | 주세페 푸리노        | 528  | 1969~1984             |

### 득점
| 순위 | 이름                 | 득점 | 기간                  |
| ---- | -------------------- | ---- | --------------------- |
| 1    | 알레산드로 델 피에로 | 270  | 1993~2012             |
| 2    | 잠피에로 보니페르티  | 179  | 1946~1961             |
| 3    | 로베르토 베테가      | 178  | 1966~1969 / 1970~1983 |
| 4    | 다비드 트레제게      | 171  | 2000~2010             |
| 5    | 오마르 시보리        | 167  | 1957~1965             |

- (＃)은 현역 선수.

## 비판
2019년 7월 26일, 대한민국 서울에서 개최된 팀 K리그와의 친선경기에서 계약서에 명시된 크리스티아누 호날두의 45분 이상 의무 출전 조항 파기 등 무성의한 태도로 한국 축구팬들에게 많은 비판을 받았다. 사건 이후, 호날두는 날강두, 느그형이라고 불리게 되었다.

## 문양, 별 의미
- 스쿠데토(Scudetto : 작은 방패) : 세리에 A에서 우승한 팀이 다음 시즌 유니폼에 부착할 수 있는 문양이다.

- 코카르다 트리콜로레(Coccarda Tricolore : 삼색모장) : 코파 이탈리아에서 우승한 팀이 다음 시즌 유니폼에 부착할 수 있는 문양이다.

- 금별 : 세리에 A 10회 우승 시 금별 1개를 유니폼에 부착할 수 있다.

- 은별 : 코파 이탈리아 10회 우승 시 은별 1개를 유니폼에 부착할 수 있다.

## 같이 보기
- 왕조 (스포츠)